# Claveau
Pour l’article homonyme, voir Claveau (homonymie).

Claveau.

Un claveau (du latin clavellus, « petite clé ») est une pierre taillée en biseau (forme de coin tronqué par la pointe) constituant un élément de couvrement d'un arc, d'une plate-bande ou d'une voûte.
Un organe clavé désigne un organe composé de claveaux.
Aujourd'hui, on emploie ce terme comme synonyme de voussoir (synonyme déjà utilisé au XIIIe siècle par Villard de Honnecourt, dans son Carnet, mais les siècles suivants ont privilégié le distinguo), alors qu'anciennement, le claveau ne faisait partie que de l'arc ou de la plate-bande, et le voussoir de la voûte.

## Caractéristiques

Les différents claveaux d'un arc. 1. Clef d'arc. 2. Claveau ou voussoir. 3. Extrados. 4. Imposte. 5. Intrados. 6. Flèche. 7. Portée. 8. Écoinçon.

Philippe de La Hire a montré le premier dans son Traité de mécanique en 1695, que le calcul, et non le hasard, commandait la forme et le poids de chaque claveau, développant ainsi la stéréotomie des éléments de couvrement.
Un claveau a six faces :
- sa face supérieure, appelée abusivement « douelle externe » ; l'ensemble de ces parements formant l'extrados du couvrement ;
- sa face inférieure, appelée « douelle » ; l'ensemble de ces parements formant l'intrados du couvrement ;
- les quatre faces obliques latérales, appelées « lits en coupe » (dont deux lits de pose pour les faces des claveaux qui s'appuient sur le claveau voisin).

Certains claveaux, selon leur position, ont un nom particulier : sommier, clé.

## Galerie

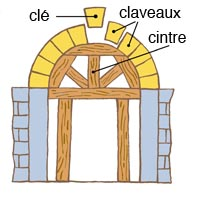
Pose de claveaux sur leur cintre en bois.
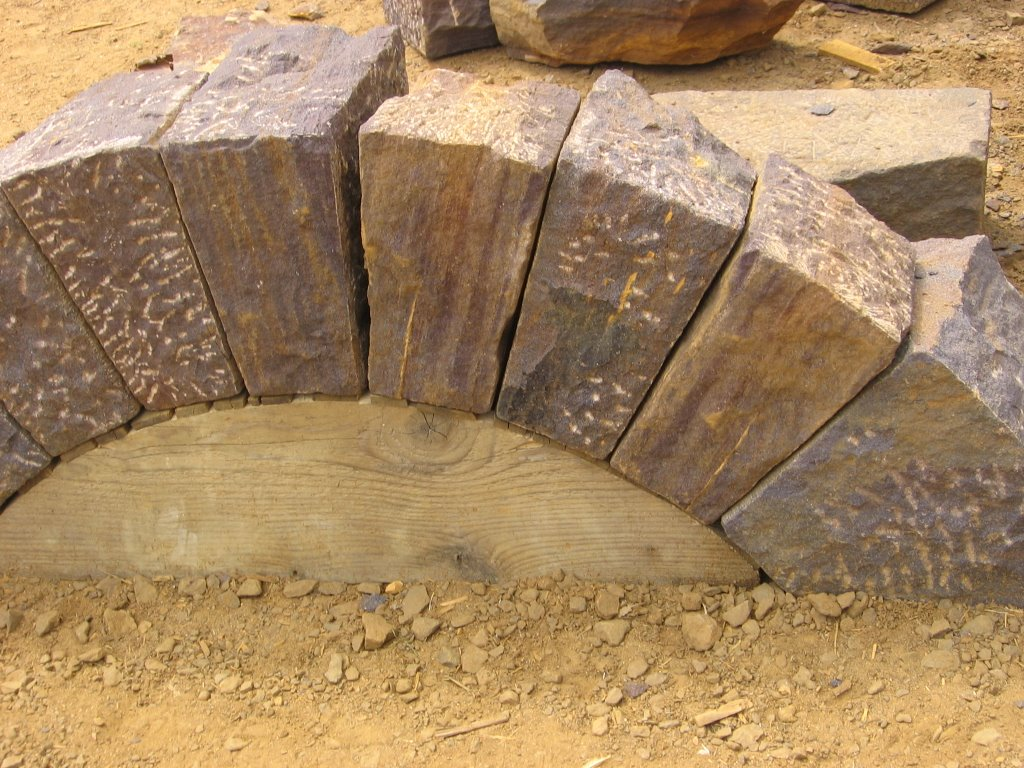
Claveaux se bloquant mutuellement.
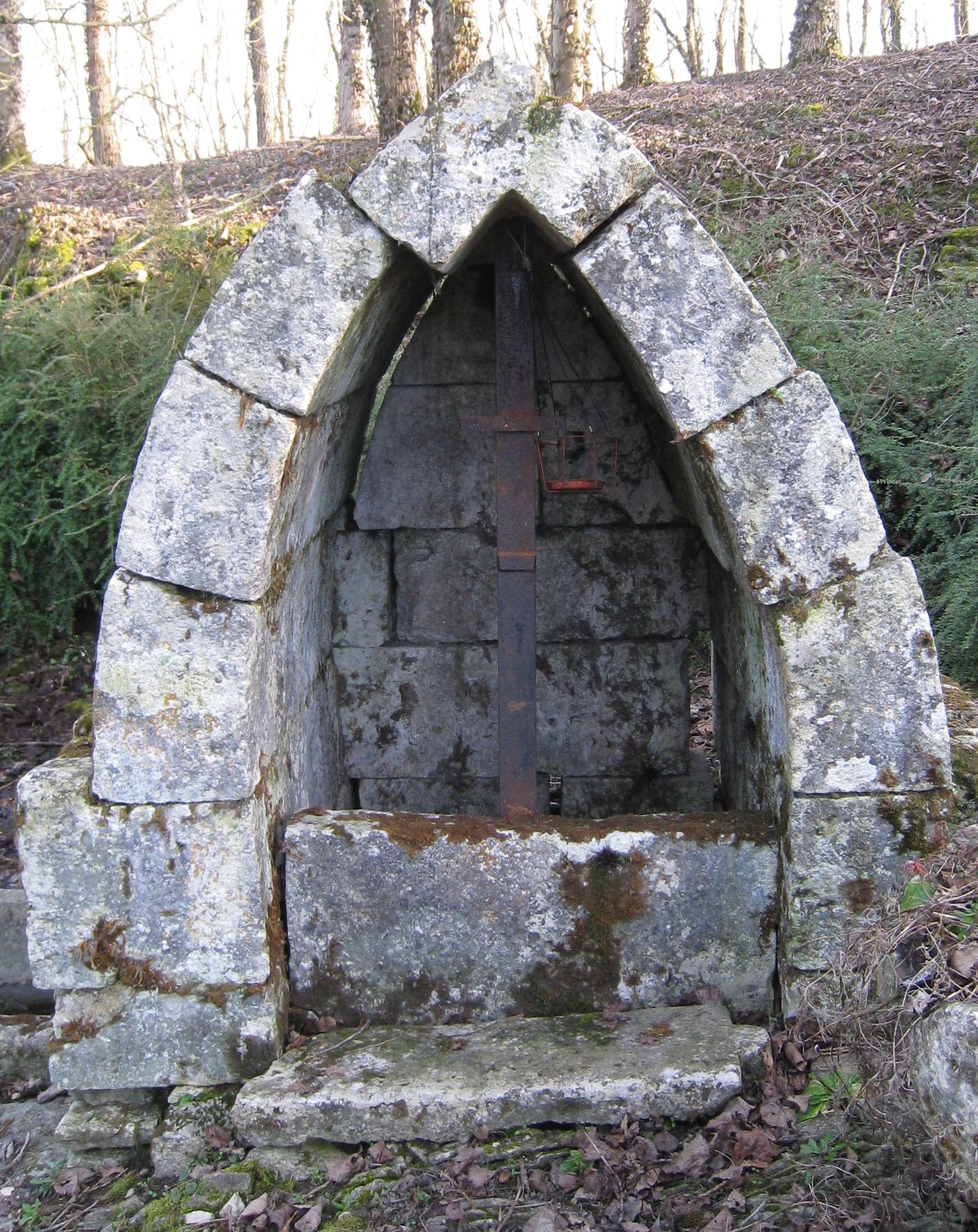
Claveaux se désolidarisant.